# Avengers (série de films)
Pour les articles homonymes, voir Vengeur et The Avengers.
 Pour plus de détails, voir Fiche technique et Distribution
Avengers est une série de films crossovers appartenant à l'univers cinématographique Marvel fondée sur les personnages de comics créés par Stan Lee et Jack Kirby. Elle est composée de quatre opus :
- Avengers, réalisé par Joss Whedon (2012) ;
- Avengers : L'Ère d'Ultron, réalisé par Joss Whedon (2015) ;
- Avengers: Infinity War, réalisé par Anthony et Joe Russo (2018) ;
- Avengers: Endgame, réalisé par Anthony et Joe Russo (2019).

Elle se base sur l'équipe de super-héros du même nom (Les Vengeurs en français) apparaissant dans les comics books publiés par Marvel Comics. 
C'est la sixième franchise ayant rapporté le plus d'argent dans le monde avec plus de sept milliards de dollars cumulés.

## Présentation
Les Avengers sont une organisation basée aux États-Unis, fondée par le directeur du SHIELD Nick Fury, composée principalement d'individus surpuissants, décrits comme les « héros les plus puissants de la Terre », qui se sont engagés à protéger le monde contre une variété de menaces. L'équipe originale est constituée de Tony Stark (Iron Man) , Steve Rogers (Captain America), Bruce Banner (Hulk), Thor, Natasha Romanoff (Black Widow) et Clint Barton (Hawkeye), qui doivent s'unir pour affronter des ennemis communs tels que Loki, Ultron ou encore Thanos. Au fil du temps, l'équipe a évolué et compte désormais seize membres, toujours prête à défendre la Terre contre les menaces qui la guettent.

## Fiche technique
| Film                      | Sortie | Réalisation          | Scénario                            | Décors                                        | Photographie        | Montage                            | Musique                   |
| ------------------------- | ------ | -------------------- | ----------------------------------- | --------------------------------------------- | ------------------- | ---------------------------------- | ------------------------- |
| Avengers                  | 2012   | Joss Whedon          | Joss Whedon                         | James Chinlund                                | Seamus McGarvey     | Jeffrey Ford (en), Lisa Lassek     | Alan Silvestri            |
| Avengers : L'Ère d'Ultron | 2015   | Joss Whedon          | Joss Whedon                         | Chris Howes, Sheona Mitchley, Richard Roberts | Ben Davis           | Jeffrey Ford (en), Lisa Lassek     | Danny Elfman, Brian Tyler |
| Avengers: Infinity War    | 2018   | Anthony et Joe Russo | Christopher Markus, Stephen McFeely | Charles Wood                                  | Trent Opaloch       | Jeffrey Ford (en), Matthew Schmidt | Alan Silvestri            |
| Avengers: Endgame         | 2019   | Anthony et Joe Russo | Christopher Markus, Stephen McFeely | Charles Wood                                  | Trent Opaloch       | Jeffrey Ford (en), Matthew Schmidt | Alan Silvestri            |
| Avengers: Doomsday        | 2026   | Anthony et Joe Russo | Stephen McFeely, Michael Waldron    | Gavin Bocquet                                 | Newton Thomas Sigel | Jeffrey Ford (en)                  | Alan Silvestri            |
| Avengers: Secret Wars     | 2027   | Anthony et Joe Russo | Stephen McFeely, Michael Waldron    | NC                                            | NC                  | NC                                 | Alan Silvestri            |

## Liste des membres des Avengers

### Première équipe (vue dansAvengers)
- Iron Man / Anthony « Tony » Stark
- Captain America / Capitaine Steven Rogers dit "Steve"
- Thor / Thor Odinson
- Hulk / Dr Robert Bruce Banner dit "Dr Banner"
- La Veuve Noire (Black Widow) / Natalia Alianovna dite "Natasha "Nat" Romanoff"
- Œil-de-Faucon (Hawkeye) / Clinton « Clint » Barton

Entourage
- Colonel Nick Fury dit "Fury"
- Agent Maria Hill dite "Hill"
- Agent Philip "Phil" Coulson dit "Coulson"

et les moyens techniques et logistiques du SHIELD, dont l'héliporteur, et de ses agents.
- Pepper Potts et les moyens techniques et logistiques de Stark Industries dont J.A.R.V.I.S.
- Dr Erik Selvig
- L'armée des États-Unis.
- La police de New-York.

### Deuxième équipe (vue dansAvengers: L'Ère d'Ultron)
- Iron Man / Anthony « Tony » Stark
- Captain America / Capitaine Steven Rogers dit "Steve"
- Thor / Thor Odinson
- Hulk / Dr Bruce Banner
- La Veuve Noire (Black Widow) / Natalia Alianovna dite "Natasha "Nat" Romanoff"
- Œil-de-Faucon (Hawkeye) / Clinton « Clint » Barton
- La Vision (The Vision) / J.A.R.V.I.S. et Ultron
- Vif-Argent (Quicksilver) / Pietro Maximoff
- La Sorcière Rouge (Scarlet Witch) / Wanda Maximoff
- War Machine / Colonel James "Rhodey" Rhodes
- Le Faucon (Falcon) / Samuel "Sam" Wilson

Entourage
- Colonel Nick Fury
- Agent Maria Hill

et les moyens techniques et logistiques restants du SHIELD après la crise d'HYDRA, dont l'héliporteur, et quelques agents.
- Les moyens techniques et logistiques de Stark Industries dont J.A.R.V.I.S.

* Une troisième version (vue dans Captain America: Civil War)
 Ce film ne fait pas partie de la franchise Avengers.

### Quatrième version (vue dansAvengers: Infinity War)
L'attaque de Thanos force les Avengers à se réunir :
- Iron Man / Anthony « Tony » Stark
- War Machine / Colonel James "Rhodey" Rhodes
- Captain America / Capitaine Steven "Steve" Rogers
- Le Faucon (Falcon) /  Samuel "Sam" Wilson
- Thor / Thor Odinson
- Hulk / Dr Bruce Banner
- Doctor Strange / Dr Stephen Strange
- La Veuve noire (Black Widow) / Natalia Alianovna dite "Natasha "Nat" Romanoff"
- La Sorcière rouge (Scarlet Witch) / Wanda Maximoff
- La Vision (The Vision) / J.A.R.V.I.S. et Ultron
- Le Soldat de l'hiver devenu le Loup Blanc (The Winter Soldier and The White Wolf) / James "Bucky" Barnes
- La Panthère noire (Black Panther) / T'Challa
- Spider-Man / Peter Parker

Les personnages sont suivis des Gardiens de la Galaxie
- Star-Lord / Peter Quill dit "Quill"
- Gamora
- Drax dit "le destructeur"
- Groot
- Rocket Raccoon
- Mantis
- Nébula

Entourage
- Wong
- Shuri et l'armée du Wakanda composée des quatre tribus.
- Okoye et les Dora Milaje.
- M'Baku et la tribu Jabari.
- Pepper Potts et les moyens techniques et logistiques de Stark Industries.
- Général Thaddeus "Thunderbolt" Ross, Secrétaire à la Défense.
- Colonel Nick Fury
- Agent Maria Hill

et les moyens techniques et logistiques restants du SHIELD.

### Cinquième version (vue dansAvengers: Endgame)
- Iron Man / Anthony « Tony » Stark
- Captain America / Steven « Steve » Rogers
- Thor / Thor Odinson
- Hulk / Dr Robert Bruce Banner dit "Dr Banner"
- War Machine / Colonel James "Rhodey" Rhodes
- Veuve Noire (Black Widow) / Natalia Alianovna dite "Natasha "Nat" Romanoff"
- Hawkeye / Clinton « Clint » Barton
- Captain Marvel / Capitaine Carol Danvers
- Ant Man / Scott Lang
- Rocket Raccoon
- Nébula

Entourage
- Okoye et les Dora Milaje.
- Valkyrie avec Pegase durant la bataille
- Pepper Potts et les moyens techniques et logistiques de Stark Industries.

Alliés lors de la bataille
- La Guêpe, Le Faucon, Black Panther, Doctor Strange, Spider-Man, le Soldat de l'Hiver et la Sorcière Rouge.
- Les Gardiens de la Galaxie composés par Star-Lord, Drax, Groot, Mantis et Gamora.
- Les Maîtres des Arts Mystiques menés par Wong.
- Les Wakandais (la Tribu Dorée menés par Shuri, les Dora Milaje et la Tribu Jabari menés par M'Baku).
- Les Asgardiens avec Korg et Miek.
- Les Ravageurs avec Kraglin Obfonteri et Howard le Canard.

* Une nouvelle version appelée les Nouveaux Avengers (vue dans Thunderbolts*)
 Ce film ne fait pas partie de la franchise Avengers.

## Distribution et personnages récurrents
- Une cellule gris foncé indique le personnage n'était pas dans le film.

| Personnages                          | Avengers (2012)         | Avengers : L'Ère d'Ultron (2015) | Avengers: Infinity War (2018) | Avengers: Endgame (2019)          | Avengers: Doomsday (2026) |
| ------------------------------------ | ----------------------- | -------------------------------- | ----------------------------- | --------------------------------- | ------------------------- |
| l'Ancien                             |                         |                                  |                               | Tilda Swinton                     |                           |
| l'Autre                              | Alexis Denisof          |                                  |                               |                                   |                           |
| Attuma                               |                         |                                  |                               |                                   | Alex Livinalli (es)       |
| Ayo                                  |                         |                                  | Florence Kasumba              |                                   |                           |
| Bruce Banner Hulk                    | Mark Ruffalo            | Mark Ruffalo                     | Mark Ruffalo                  | Mark Ruffalo                      |                           |
| James "Bucky" Barnes Winter Soldier  |                         |                                  | Sebastian Stan                | Sebastian Stan                    | Sebastian Stan            |
| Clint Barton Hawkeye                 | Jeremy Renner           | Jeremy Renner                    |                               | Jeremy Renner                     |                           |
| Laura Barton                         |                         | Linda Cardellini                 |                               | Linda Cardellini                  |                           |
| Yelena Belova Black Widow            |                         |                                  |                               |                                   | Florence Pugh             |
| Peggy Carter                         | Hayley Atwell (voix)    | Hayley Atwell                    |                               | Hayley Atwell                     |                           |
| Dr Helen Cho                         |                         | Claudia Kim                      |                               |                                   |                           |
| Phil Coulson                         | Clark Gregg             |                                  |                               |                                   |                           |
| Carol Danvers Captain Marvel         |                         |                                  |                               | Brie Larson                       |                           |
| Raven Darkhölme Mystique             |                         |                                  |                               |                                   | Rebecca Romijn            |
| Drax le Destructeur                  |                         |                                  | David Bautista                | David Bautista                    |                           |
| Victor von Doom Docteur Doom         |                         |                                  |                               |                                   | Robert Downey Jr          |
| Howard the Duck                      |                         |                                  |                               | Seth Green (voix)                 |                           |
| Hope van Dyne la Guêpe               |                         |                                  |                               | Evangeline Lilly                  |                           |
| Janet van Dyne                       |                         |                                  |                               | Michelle Pfeiffer                 |                           |
| Eitri (en)                           |                         |                                  | Peter Dinklage                |                                   |                           |
| F.R.I.D.A.Y.                         |                         | Kerry Condon (voix)              | Kerry Condon (voix)           | Kerry Condon (voix)               |                           |
| Frigga                               |                         |                                  |                               | Rene Russo                        |                           |
| Nick Fury                            | Samuel L. Jackson       | Samuel L. Jackson                | Samuel L. Jackson             | Samuel L. Jackson                 |                           |
| Jane Foster                          | Natalie Portman (photo) |                                  |                               | Natalie Portman                   |                           |
| Gamora                               |                         |                                  | Zoe Saldana                   | Zoe Saldana                       |                           |
| Corvus Glaive (en)                   |                         |                                  | Michael James Shaw (en)       | Michael James Shaw (en)           |                           |
| Ben Grimm la Chose                   |                         |                                  |                               |                                   | Ebon Moss-Bachrach        |
| Groot                                |                         |                                  | Vin Diesel (voix)             | Vin Diesel (voix)                 |                           |
| Heimdall                             |                         | Idris Elba                       | Idris Elba                    | Idris Elba                        |                           |
| Maria Hill                           | Cobie Smulders          | Cobie Smulders                   | Cobie Smulders                | Cobie Smulders                    |                           |
| Harold "Happy" Hogan (en)            |                         |                                  |                               | Jon Favreau (caméo, scène coupée) | Jon Favreau               |
| J.A.R.V.I.S.                         | Paul Bettany (voix)     | Paul Bettany (voix)              |                               |                                   |                           |
| Edwin Jarvis                         |                         |                                  |                               | James D'Arcy                      |                           |
| Ulysses Klaue                        |                         | Andy Serkis                      |                               |                                   |                           |
| Korg                                 |                         |                                  |                               | Taika Waititi                     |                           |
| Kraglin                              |                         |                                  |                               | Sean Gunn                         |                           |
| Cassie Lang                          |                         |                                  |                               | Emma Fuhrmann                     |                           |
| Scott Lang Ant-Man                   |                         |                                  |                               | Paul Rudd                         | Paul Rudd                 |
| Remy LeBeau Gambit                   |                         |                                  |                               |                                   | Channing Tatum            |
| Ned Leeds                            |                         |                                  | Jacob Batalon                 | Jacob Batalon                     |                           |
| Erik Lehnsherr Magnéto               |                         |                                  |                               |                                   | Ian McKellen              |
| Dr List                              |                         | Henry Goodman                    |                               |                                   |                           |
| Loki                                 | Tom Hiddleston          | Tom Hiddleston (scènes coupées)  | Tom Hiddleston                | Tom Hiddleston                    | Tom Hiddleston            |
| Georgi Luchkov                       |                         | Jerzy Skolimowski                |                               |                                   |                           |
| Madame B                             |                         | Julie Delpy                      |                               |                                   |                           |
| Mantis                               |                         |                                  | Pom Klementieff               | Pom Klementieff                   |                           |
| Ebony Maw (en)                       |                         |                                  | Tom Vaughan-Lawlor            | Tom Vaughan-Lawlor                |                           |
| Pietro Maximoff Quicksilver          |                         | Aaron Taylor-Johnson             |                               |                                   |                           |
| Wanda Maximoff Scarlet Witch         |                         | Elizabeth Olsen                  | Elizabeth Olsen               | Elizabeth Olsen                   |                           |
| M'Baku                               |                         |                                  | Winston Duke                  | Winston Duke                      | Winston Duke              |
| Dr Hank McCoy le Fauve               |                         |                                  |                               |                                   | Kelsey Grammer            |
| Proxima Midnight (en)                |                         |                                  | Carrie Coon                   | Carrie Coon                       |                           |
| Namor K'uk'ulkan                     |                         |                                  |                               |                                   | Tenoch Huerta             |
| Namora                               |                         |                                  |                               |                                   | Mitzi Mabel Cadena        |
| Nebula                               |                         |                                  | Karen Gillan                  | Karen Gillan                      |                           |
| Cull Obsidian                        |                         |                                  | Terry Notary                  | Terry Notary                      |                           |
| Okoye                                |                         |                                  | Danai Gurira                  | Danai Gurira                      |                           |
| May Parker                           |                         |                                  |                               | Marisa Tomei                      |                           |
| Peter Parker Spider-Man              |                         |                                  | Tom Holland                   | Tom Holland                       |                           |
| Alexander Pierce (en)                |                         |                                  |                               | Robert Redford                    |                           |
| Virginia "Pepper" Potts Rescue       | Gwyneth Paltrow         |                                  | Gwyneth Paltrow               | Gwyneth Paltrow                   |                           |
| Hank Pym                             |                         |                                  |                               | Michael Douglas                   |                           |
| Peter Quill Star-Lord                |                         |                                  | Chris Pratt                   | Chris Pratt                       |                           |
| Ramonda                              |                         |                                  |                               | Angela Bassett                    |                           |
| Robert "Bob" Reynolds Sentry         |                         |                                  |                               |                                   | Lewis Pullman             |
| Reed Richards Mr Fantastique         |                         |                                  |                               |                                   | Pedro Pascal              |
| James "Rhodey" Rhodes War Machine    |                         | Don Cheadle                      | Don Cheadle                   | Don Cheadle                       |                           |
| Rocket                               |                         |                                  | Bradley Cooper (voix)         | Bradley Cooper (voix)             |                           |
| Steve Rogers Captain America / Nomad | Chris Evans             | Chris Evans                      | Chris Evans                   | Chris Evans                       |                           |
| Natasha Romanoff Black Widow         | Scarlett Johanson       | Scarlett Johanson                | Scarlett Johanson             | Scarlett Johanson                 |                           |
| Thaddeus "Thunderbolt" Ross          |                         |                                  | William Hurt                  | William Hurt                      |                           |
| Brock Rumlow Crossbones              |                         |                                  |                               | Frank Grillo                      |                           |
| Johann Schmidt Crâne rouge           |                         |                                  | Ross Marquand                 | Ross Marquand                     |                           |
| Dr Erik Selvig                       | Stellan Skarsgård       | Stellan Skarsgård                |                               |                                   |                           |
| Xu Shang-Chi                         |                         |                                  |                               |                                   | Simu Liu                  |
| Alexei Shostakov Red Guardian        |                         |                                  |                               |                                   | David Harbour             |
| Shuri Black Panther                  |                         |                                  | Letitia Wright                | Letitia Wright                    | Letitia Wright            |
| Jasper Sitwell                       | Maximiliano Hernández   |                                  |                               | Maximiliano Hernández             |                           |
| Howard Stark                         |                         |                                  |                               | John Slattery                     |                           |
| Tony Stark Iron Man                  | Robert Downey Jr        | Robert Downey Jr                 | Robert Downey Jr              | Robert Downey Jr                  |                           |
| Ava Starr le Fantôme                 |                         |                                  |                               |                                   | Hannah John-Kamen         |
| Johnny Storm la Torche humaine       |                         |                                  |                               |                                   | Joseph Quinn              |
| Susan Storm la Femme invisible       |                         |                                  |                               |                                   | Vanessa Kirby             |
| Stephen Strange Docteur Strange      |                         |                                  | Benedict Cumberbatch          | Benedict Cumberbatch              |                           |
| Baron von Strucker                   |                         | Thomas Kretschmann               |                               |                                   |                           |
| Scott Summers Cyclope                |                         |                                  |                               |                                   | James Marsden             |
| T'Challa Black Panther               |                         |                                  | Chadwick Boseman              | Chadwick Boseman                  |                           |
| Thanos                               | Damion Poitiers (en)    | Josh Brolin                      | Josh Brolin                   | Josh Brolin                       |                           |
| Thor                                 | Chris Hemsworth         | Chris Hemsworth                  | Chris Hemsworth               | Chris Hemsworth                   | Chris Hemsworth           |
| Taneleer Tivan le Collectionneur     |                         |                                  | Benicio del Toro              |                                   |                           |
| Joaquin Torres Falcon                |                         |                                  |                               |                                   | Danny Ramirez             |
| Ultron                               |                         | James Spader                     |                               |                                   |                           |
| la Valkyrie Brunehilde               |                         |                                  |                               | Tessa Thompson                    |                           |
| Vision                               |                         | Paul Bettany                     | Paul Bettany                  | Paul Bettany                      |                           |
| Kurt Wagner Diablo                   |                         |                                  |                               |                                   | Alan Cumming              |
| John Walker U.S. Agent               |                         |                                  |                               |                                   | Wyatt Russell             |
| Sam Wilson Falcon / Captain America  |                         | Anthony Mackie                   | Anthony Mackie                | Anthony Mackie                    | Anthony Mackie            |
| Wade Wilson Deadpool                 |                         |                                  |                               |                                   | Ryan Reynolds             |
| Wong                                 |                         |                                  | Benedict Wong                 | Benedict Wong                     |                           |
| Pr Charles Xavier Professeur X       |                         |                                  |                               |                                   | Patrick Stewart           |

## Accueil

### Résultats au box-office
| Film                      | Date de sortie États-Unis | Recettes            | Recettes        | Position | Budget         | Référence(s) |
| Film                      | Date de sortie États-Unis | États-Unis / Canada | Mondiales       | Mondiale | Budget         | Référence(s) |
| ------------------------- | ------------------------- | ------------------- | --------------- | -------- | -------------- | ------------ |
| Avengers                  | 4 mai 2012                | 623 357 910 $       | 1 520 538 536 $ | 10       | 220 millions $ | [ 1 ]        |
| Avengers : l'Ère d'Ultron | 1er mai 2015              | 459 005 868 $       | 1 405 018 048 $ | 15       | 250 millions $ | [ 2 ]        |
| Avengers: Infinity War    | 27 avril 2018             | 678 815 482 $       | 2 052 415 039 $ | 6        | 300 millions $ | [ 3 ]        |
| Avengers: Endgame         | 26 avril 2019             | 858 373 000 $       | 2 799 439 100 $ | 2        | 356 millions $ | [ 4 ]        |

### Accueil critique
| Film                      | Rotten Tomatoes      | Metacritic            | IMDb                        | Allociné             |
| ------------------------- | -------------------- | --------------------- | --------------------------- | -------------------- |
| Avengers                  | 91 % (368 critiques) | 69/100 (43 critiques) | 8/10 (1,4 million d'avis)   | 4/5 (25 critiques)   |
| Avengers : l'Ère d'Ultron | 76 % (378 critiques) | 66/100 (49 critiques) | 7,3/10 (911 000 avis)       | 2,9/5 (22 critiques) |
| Avengers: Infinity War    | 85 % (492 critiques) | 68/100 (54 critiques) | 8,4/10 (1,2 million d'avis) | 3,4/5 (21 critiques) |
| Avengers: Endgame         | 94 % (557 critiques) | 78/100 (57 critiques) | 8,4/10 (1,2 million d'avis) | 3,2/5 (33 critiques) |